# 魔獣狩り 暗黒編
『魔獣狩り 暗黒編』（まじゅうがり あんこくへん）は、日本の作家夢枕獏が著した長編伝奇小説、アクション小説。サイコダイバー・シリーズの第2作。

## 概要
- ベストセラー「魔獣狩り三部作」の第2部で、物語は『魔獣狩り 鬼哭編』へと続く。
- 夢枕はシリーズのあとがきにて「この本は絶対に面白い」と自身のほどを熱く述べている。
- 本作・シリーズは、夢枕にとって初めてのアクション小説であり、密教、エロス（セックス）、バイオレンス、グロデスク要素も取り込んでいる。同時代の伝奇小説家に菊地秀行がおり、夢枕は菊池とともにエンターテインメント小説界において「オカルト・バイオレンス・SEX現象」を起こした人物となった。

### 刊行経緯
- 1984年　祥伝社ノン・ノベルより「魔獣狩り 暗黒編」刊行
- 1994年　祥伝社ノン・ポシェットより「魔獣狩り 暗黒編」刊行

## 登場人物
- 九門鳳介
- 美空
- 文成仙吉

登場人物についてはサイコダイバー・シリーズの魔獣狩りシリーズ登場人物を参照。